# Vakuumverpackung

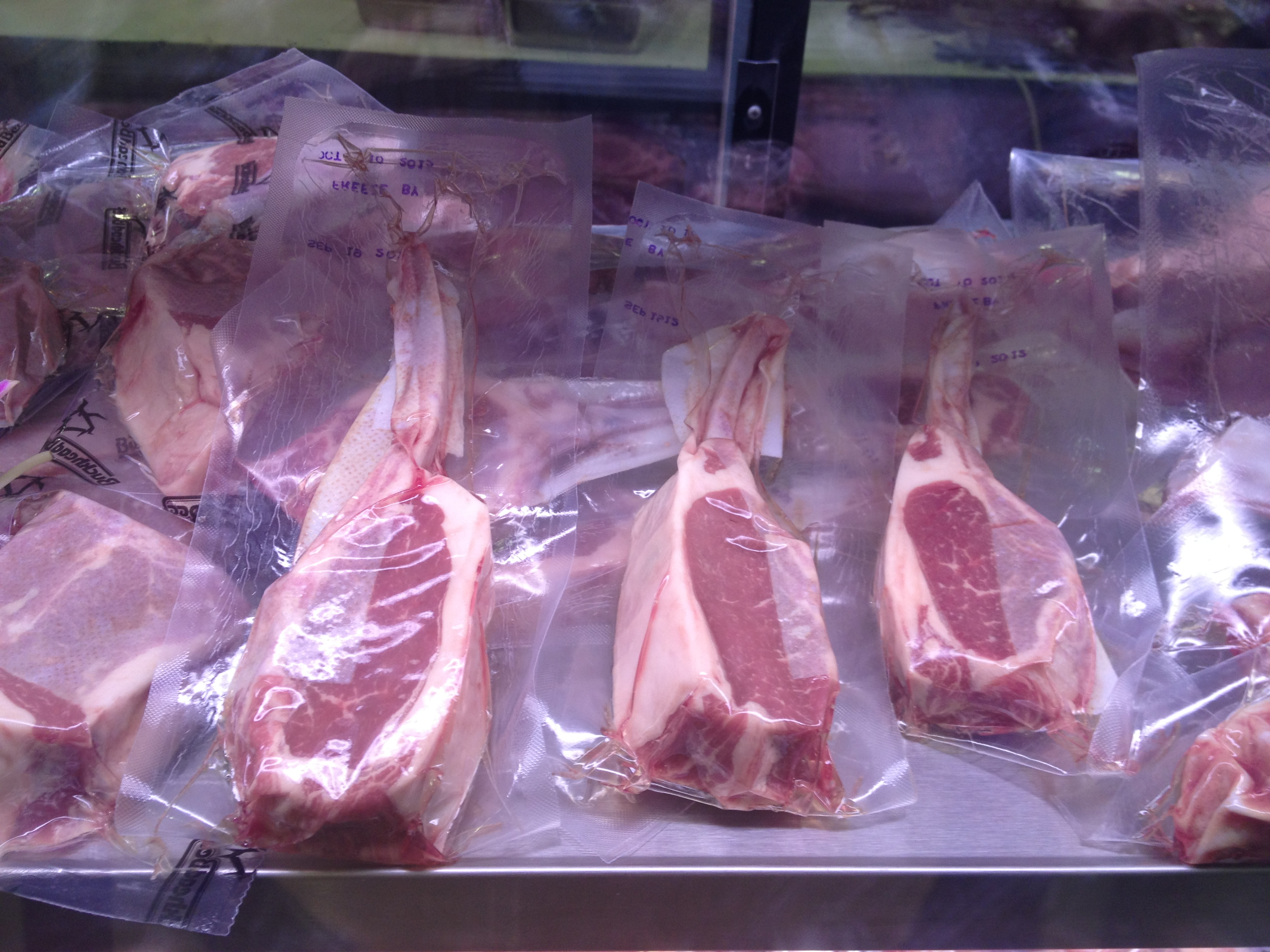
Vakuumverpacktes Fleisch

Eine Vakuumverpackung ist eine gasdichte Verpackung eines Produktes, in dem Zwischenräume und damit reaktionsfähige Gase innerhalb des Produktes stark reduziert wurden; ferner wird erreicht, dass die meist verwendete Verpackungsfolie eng anliegt. Wichtig ist vor allem, dass nur wenig Sauerstoff in der Verpackung verbleibt. Auf den Produkten findet sich die Bezeichnung „unter Vakuum verpackt“.
Diese Verpackungsart hat mehrere Vorteile. Wie bei der Schutzgasverpackung sind die Produkte länger haltbar, da nur eine kleine Menge Restsauerstoff an das Produkt gelangt; größere Mengen würden durch chemische Reaktionen oder biologische Prozesse im Laufe der Zeit zur Unbrauchbarkeit der Produkte führen. Zudem wird bei der Vakuumverpackung auch das notwendige Volumen auf ein Minimum reduziert, wodurch die Produkte beispielsweise enger gepackt transportiert werden können.
Als gasdichtes Verpackungsmaterial werden Folien aus Polyamid oder Polyethylen sowie Verbundfolien verwendet. Im Handel sind außerdem Hartpackungen zu finden. Für die Frischfleischverpackung und Lebensmittelverpackungen sind Vakuumverpackungen mittlerweile unverzichtbar geworden.
In einer „Vakuumverpackung“, die mit einem Tisch-Vakuumierer für den Hausgebrauch erzeugt wurde, herrscht meist nur ein geringer Unterdruck, maximal ein Grobvakuum; die flexible Kunststofffolie wird hierbei vom Inhalt gegen den Umgebungs-Luftdruck gestützt. Soll die Verpackung selbständig den Umgebungsdruck aushalten, so ist für ein Grobvakuum eine dickwandige Blechdose oder ähnliches notwendig. 
Im Handel und in der Industrie werden Vakuumkammermaschinen eingesetzt, bei denen im Gegensatz zu Tisch-Vakuumierern der Einsatz von goffrierten Beuteln nicht nötig ist, und auch ein höheres Vakuum erzeugt werden kann.